# Dominique Mbonyumutwa
 (février 2011).
Si vous disposez d'ouvrages ou d'articles de référence ou si vous connaissez des sites web de qualité traitant du thème abordé ici, merci de compléter l'article en donnant les références utiles à sa vérifiabilité et en les liant à la section « Notes et références ».
Dominique Mbonyumutwa, né en 1921 à Mwendo au Rwanda et mort le 26 juillet 1986 à Gand en Belgique, est un homme politique rwandais. Il fut le premier président intérim de la République rwandaise du 28 janvier 1961 au 26 octobre 1961, entre le renversement de la monarchie à l'issue de la Révolution rwandaise et l'éléction de Grégoire Kayibanda, qui devint le premier président du Rwanda indépendant.

## Biographie

### Origines familiales et formation[1]
Né à Mwendo en 1921 dans le Kabagali (en Territoire de Nyanza à l’époque), le jeune Dominique Mbonyumutwa perd son père à l’âge de 8 ans. Sa mère lui demande d’aller relayer son père pour les corvées à la cour du seigneur féodal Tutsi, mais le jeune homme refuse car il veut poursuivre ses études. Le seigneur se fâche et décide d’exproprier la famille de tout le bétail donné en contrat de servage « ubuhake ». Il bénéficie néanmoins du soutien d’un notable Tutsi progressiste Tharcisse Gihana qui lui offre sa protection pour aller aux études. Après ses études primaires à Muyunzwe, il intègre le noviciat des Frères Joséphites à Kabgayi. Ses études secondaires sont couronnées par un diplôme de « moniteur » (instituteur).

### Activités professionnelles
Aussitôt il commence son travail d’enseignant à Kamonyi dans le Rukoma en 1941. Et c’est là qu’il épouse Sophie Nyirabuhake, née en 1918 à Mbare, dans le Marangara. Elle a fait ses études au noviciat des Benebikira, sœurs auxiliaires des Pères Blancs. Ils se marient à Kabgayi le 1er mai 1941. La famille Mbonyumutwa a sept enfants : trois garçons et quatre filles.
Ils quittent Kamonyi après un an, puisque Dominique Mbonyumutwa est recruté pour aller enseigner à l’école des enfants des Blancs qui travaillent à la Somuki (société minière) située à Rutongo-Mugambazi (Chefferie du Buliza). La famille y séjourne jusqu’en 1946 pour regagner son terroir natal de Mwendo-Kabagali où il devient enseignant à la paroisse de Muyunzwe.
En 1947, il quitte la fonction d’instituteur et se fait engager un an plus tard, comme commis de l’administration belge à Gitarama. Entretemps, il a passé une interview à la cour de la reine-mère Kankazi à Shyogwe. Écœuré parce qu’on lui a demandé de faire un monologue en français (vuga igifaransa twumve, fais-nous goûter du français), il renonce au métier de clerc à la Cour de la reine-mère.

### Politique[3]
En 1952, dans le cadre du plan décennal de développement, Dominique Mbonyumutwa est promu sous-chef dans la chefferie de Ndiza où il va s’installer avec sa famille. Pendant son service, il veut que sa sous-chefferie soit cotée « élite » (90%) ce qui est le cas durant les sept ans de son administration. Il occupe ce poste jusqu’au 10 novembre 1959.
Incident déclenchant la révolution rwandaise
Le 30 octobre 1959, sur convocation verbale de son chef Gashagaza, Dominique Mbonyumuitwa se rend à Gitarama pour une réunion de sous-chefs qui devait avoir lieu le même jour. En arrivant à Gitarama, il apprend par l’administrateur qu’aucune réunion n’était prévue. C’est à Gitarama, au contact avec ses amis et collègues, qu’il doit se rendre compte qu’il s’agit peut-être d’un guet-apens à la suite du climat tendu qui règne à Gitarama et dans tout le pays. Il reste avec son épouse, tout le week-end, chez ses beaux-parents.
Le 1er novembre 1959, après la messe, ils rendent visite à l’abbé Ferdinand Marara. Alors que celui-ci les accompagne, un cycliste vient dire à l’abbé, à hauteur de Bukomero, de regagner la maison à la demande de son confrère l’abbé Ngomiraronka. À peine l’abbé s’est-il éloigné que Dominique Mbonyumutwa est attaqué par une bande de jeunes royalistes qui lui reprochent de chercher à renverser le roi. Sa femme réussit à prendre la fuite pour appeler les secours. Après avoir été giflé, mis à terre et passé à tabac, Mbonyumutwa réussit à se dégager et à mettre en fuite ses agresseurs. La rumeur court qu’il a été tué et l’incident est l’un des catalyseurs des troubles qui embrasent le pays (sauf Cyangugu et Kibungo ) en novembre 1959, connus sous le terme de « révolution rwandaise ». Dominique Mbonyumutwa passe désormais dans l’histoire comme la figure emblématique de cette révolution.

### Accès à la présidence de la République
Il est nommé, le 6 février 1960, par le gouverneur du Ruanda-Urundi parmi les membres du Conseil spécial provisoire (composé de huit membres) du roi Kigeli V après que celui-ci eût été obligé de régner en roi constitutionnel. Le 26 octobre 1960, après les élections communales (juin-juillet 1960), tandis que le roi Kigeli s’était exilé, un gouvernement provisoire est constitué et Dominique Mbonyumutwa est nommé dans le premier gouvernement Grégoire Kayibanda en qualité de secrétaire d’administration à la Défense. La Garde nationale était alors en cours de formation.
Le 28 janvier 1961, un congrès historique de l'opposition politique rwandaise dominée par le Parmehutu, parti majoritaire dont il était l'un des leaders, se tint à Gitarama et renversa la monarchie tutsi qui régnait à l'époque. Il proclama une République parlementaire et sur proposition du Parmehutu, élit Dominique Mbonyumutwa comme président de la République, poste qu'il occupa jusqu'à sa démission le 26 octobre 1961.
En effet, au lendemain du référendum du 25 septembre 1961, la République proclamée le 28 janvier 1961 avait vu son régime parlementaire changer en régime présidentiel dans lequel le Premier ministre, chef du parti majoritaire, occupe en même temps les fonctions de président de la République. Les décisions issues de ce référendum furent reconnues par la Belgique et l'ONU et consacrées par l'ordonnance législative n°02/322 du 01 octobre 1961 et par l'ordonnance législative n°02/326 du 09 octobre 1961. La monarchie tutsi fut ainsi officiellement abolie et le Rwanda devint officiellement une République
Il est nommé un mois après, par Anastase Makuza, ministre de la Justice, vice-président de la Cour d’Appel et président de la Chambre civile siégeant à Nyanza, jusqu’aux législatives de 1965 dans lesquelles il se fait  élire député à l’Assemblée Nationale. En 1968, il est obligé de quitter le parti MDR-Parmehutu, à la suite des dissensions internes qui ont conduit à l'exclusion de la moitié des députés accusés de « déviationnisme » (guta umurongo). Ces députés avaient en effet suivi, à partir d’un rapport, une motion de censure qui accusait le gouvernement Kayibanda de corruption.
En 1978, il est nommé par le président Juvénal Habyarimana au poste de chancelier des ordres nationaux, qu'il occupe jusqu'à sa mort le 26 juillet 1986.

### Funérailles
Dominique Mbonyumutwa décède à l’hôpital universitaire de Gand (Belgique) des suites d'une maladie. Le 1er août 1986, des funérailles nationales sont organisées au Rwanda sous la présidence de Juvénal Habyarimana. Sa dépouille est accueillie à l’aéroport Grégoire-Kayibanda par la Garde nationale et les hauts dignitaires de l’État. Il est enterré au stade de la Démocratie à Gitarama où avait été proclamée l’abolition de la monarchie féodale et où il avait été lui-même proclamé premier président de la République rwandaise le 28 janvier 1961, avec tous les honneurs réservés aux Chefs d’État.

### Héritage
Le 17 janvier 2010, Victoire Ingabire, une opposante au régime du FPR et candidate très médiatisée aux élections présidentielles d’août 2010 se recueille sur sa tombe au stade de la Démocratie à Gitarama. Dans la foulée, le conseil du gouvernement examine la question du stade de la Démocratie et prend, le 29 janvier 2010, la décision de soustraire du domaine public le terrain sur lequel il est bâti et d’en faire un patrimoine privé de l’État. À la suite de cette décision, les autorités de la ville de Gitarama (devenue district de Muhanga) prennent la décision de réaffecter le terrain et d’y ériger un nouveau projet immobilier dans le cadre du développement urbanistique de la ville. En conséquence, elles décident de déplacer la tombe de Dominique Mbonyumutwa. 
Un arrêté du Premier ministre rwandais Bernard Makuza, portant désaffection du domaine public de la parcelle dans laquelle étaient construits le stade de la Démocratie et le tombeau de Dominique Mbonyumutwa est émis et publié le 26 mai 2010 dans le journal officiel de l'État, 49e année bis (arrêté no   30/03). Dans la nuit du 1er au 2 mai 2010, malgré l'opposition formelle de sa famille, sa dépouille est exhumée par les autorités du district de Muhanga.
Sa petite-fille, Maryse Mbonyumutwa, est une entrepreneuse et créatrice d'entreprises belgo-Rwandaise, dans le textile.